# اوسک (ناحیه ستراکونیتسه)
اوسک (به چکی: Osek) یک منطقهٔ مسکونی در جمهوری چک است که در ناحیه ستراکونیتسه واقع شده‌است. اوسک ۱۳٫۹۱ کیلومتر مربع مساحت و ۶۴۶ نفر جمعیت دارد و ۴۵۰ متر بالاتر از سطح دریا واقع شده‌است.